# Klaus May
Klaus May (Mannheim, 5 d'agost de 1939 - Ídem, 4 d'abril de 2004) va ser un ciclista alemany que fou professional entre 1963 i 1968. Es dedicà principalment al ciclisme en pista.

## Palmarès en pista
- 1961
  -  Campió d'Alemanya en persecució per equips
- 1962
  -  Campionat del món de persecució per equips (amb Ehrenfried Rudolph, Bernd Rohr i Lothar Claesges)
  -  Campió d'Alemanya en persecució
  -  Campió d'Alemanya en persecució per equips

## Palmarès en carretera
- 1961
  -  Campió d'Alemanya en contrarellotge per equips
- 1962
  -  Campió d'Alemanya en contrarellotge per equips
- 1963
  -  Campió d'Alemanya en contrarellotge per equips